# Clark Kimberling
Clark Kimberling (sinh ngày 7 tháng 11 năm 1942, tại Hinsdale, Illinois) là một nhà toán học, nhạc sĩ và nhà soạn nhạc. Ông đã được một giáo sư toán học kể từ năm 1970 tại Đại học Evansville. Quan tâm nghiên cứu của ông bao gồm các trung tâm tam giác, chuỗi số nguyên, và hymnology.
Kimberling nhận bằng Tiến sĩ toán học năm 1970 từ Viện công nghệ Illinois, dưới sự giám sát của Abe Sklar. Từ năm 1994, ông đã xây dựng một danh sách các tâm(điểm đặc biệt) tam giác và tính chất của chúng. Hiện tại danh sách các tâm tam giác này được liệt kê trên một từ điển trực tuyến, gọi là bách khoa toàn thư về các tâm của tam giác, danh sách các tâm tam giác của từ điển này cho đến nay đã hơn 8000 mục.